# سمارت (شركة سيارات)
سمارت (بالإنجليزية: smart)‏ هي شركة ألمانية لصناعة السيارات تتبع شركة دايملر آي جي تأسست سنة 1994. يقع مقرها في ألمانيا وتتم عملية التصنيع في فرنسا.

## تاريخ الشركة
كان الهدف وراء هذه السيارة هو تصميم مركبة لا يتجاوز طولها 2.5م وهو عرض المكان المخصص لوقوف السيارات العادية، وبذلك يمكن إيقاف سيارتين أو ثلاث في نفس المساحة التي تاحتاجها سيارة عادية.
أطلق المشروع شركة سواتش السويسرية لصناعة ساعات اليد، ثم بحث رئيسها التنفيذي نيكولا حايك عن شركة سيارات لتنفيذ الفكرة. بعد رفض جنرال موتورز المشروع لاعتقادها بأنه غير مربح، وجد حايك الترحيب لدى فولكس فاجن لكن لم تتحقق أي نتائج نظرا للضعف الاقتصادي الذي كانت تعاني منه الشركة في تلك الفترة. فتعاقدت سواتش مع دايملر بنز وشيدت معها سنة 1994 المركب الصناعي سمارتفيل (Smartville) الذي كُرِّس للعمل على سيارات سمارت.

## شعار الشركة
تكتب كلمة سمارت بحروف صغيره (smart) يسبقها حرف c من كلمة compact (مدمج، صغير) إلى جانبه سهم موجّه إلى الأمام كإشارة للتفكير الاستباقي الذي تنتهجه الشركة.

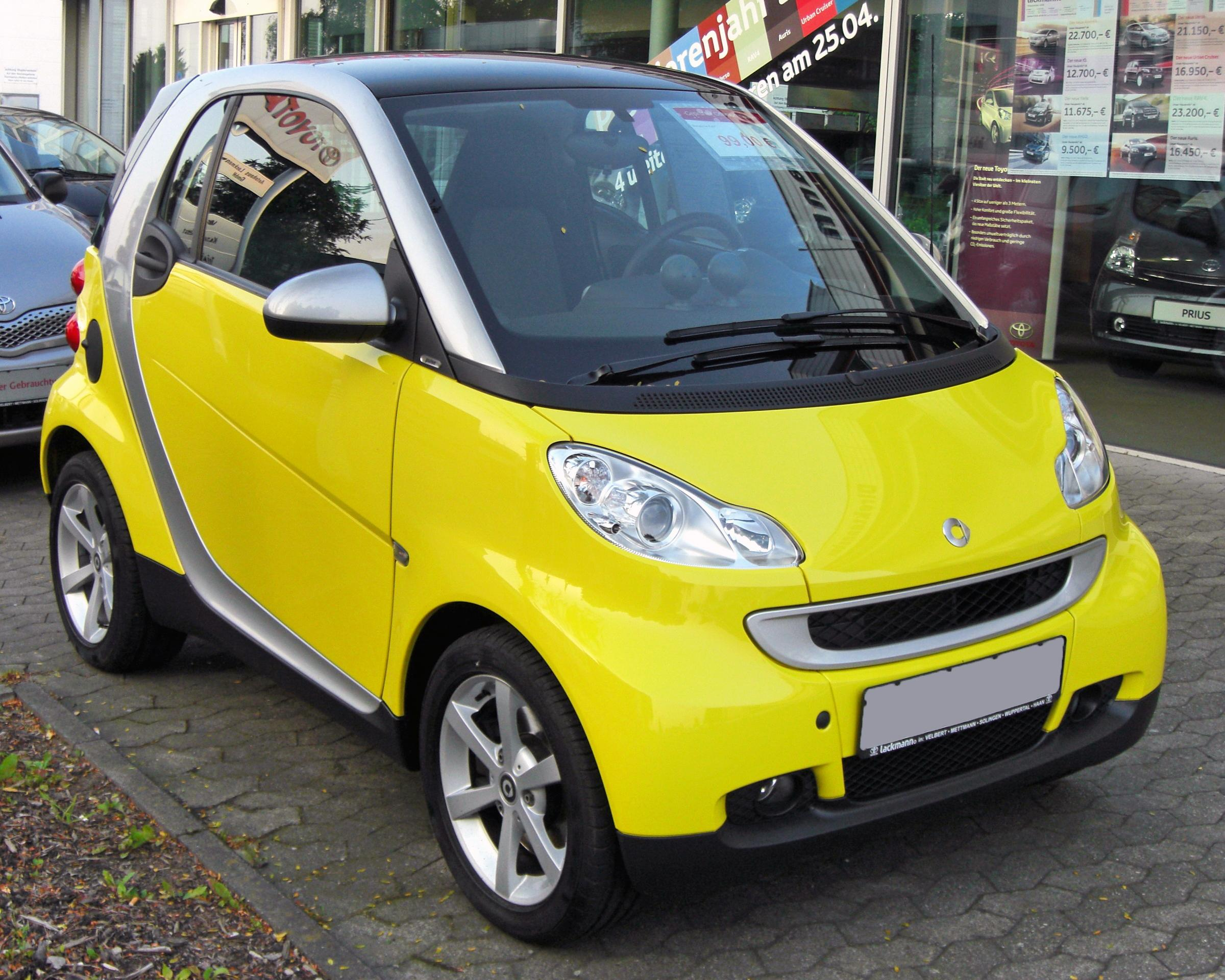
سمارت فورتو
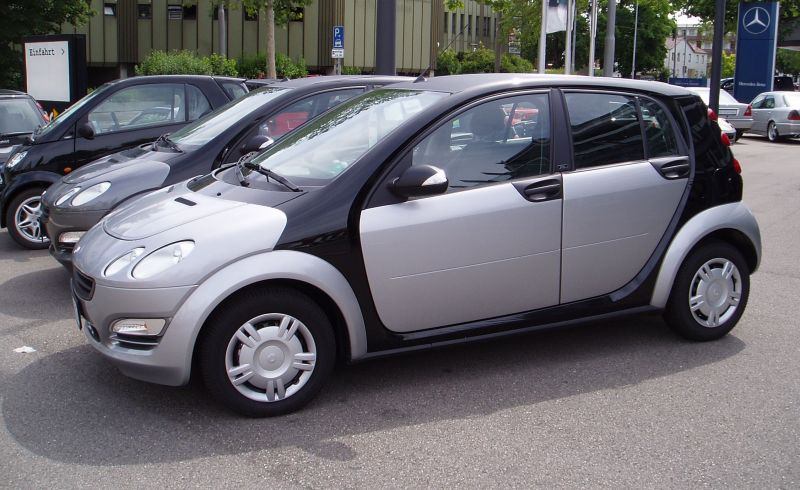
سمارت فورفور
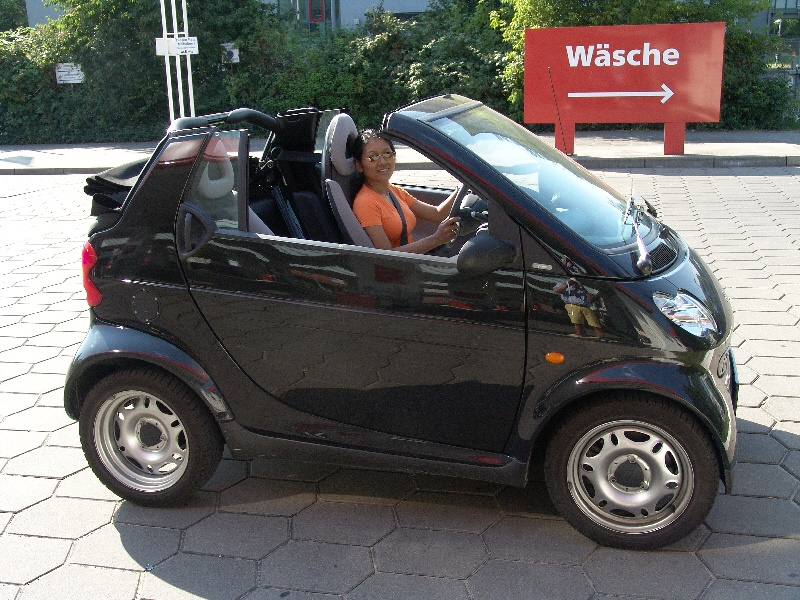
سمارت فورتو كابروليه
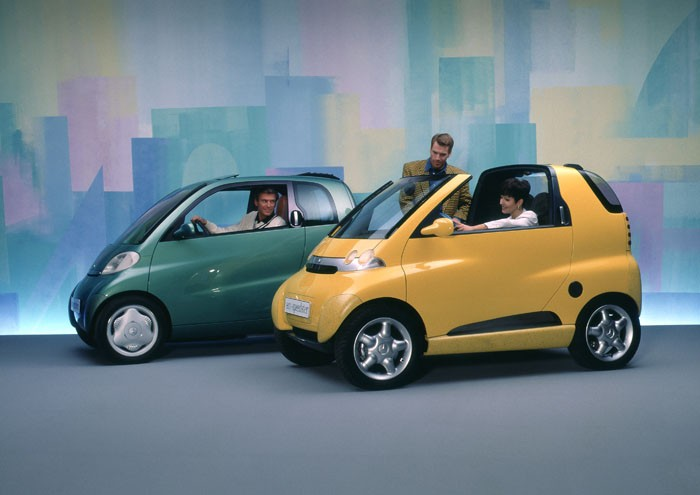
1993 eco-sprinter and eco-speedster
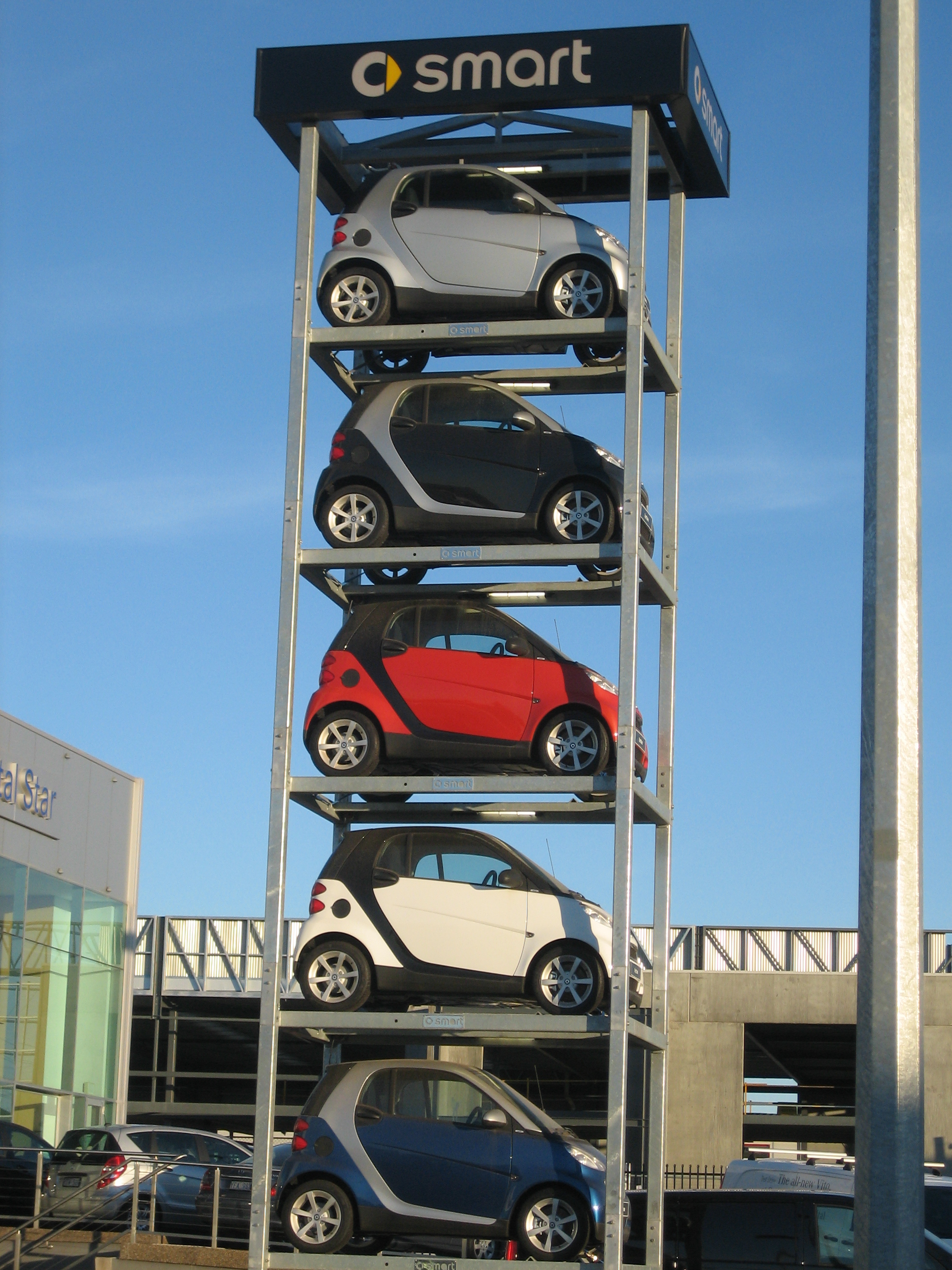
رصة سيارات سمارت كانبرا
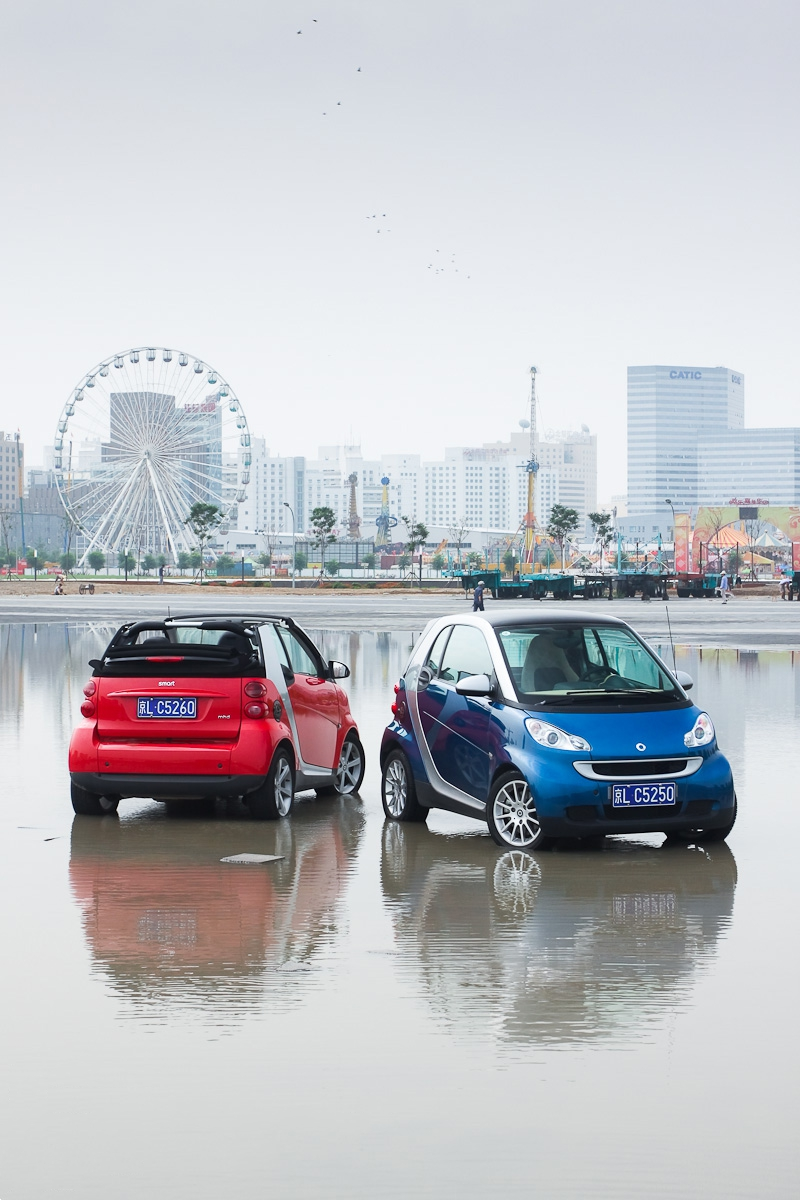
سمارت فورتو cabrio (يسار) ؛وسيارة سمارت فورتو coupe